# Ciclismo nos Jogos Pan-Americanos de 2019
As competições de ciclismo nos Jogos Pan-Americanos de 2019 em Lima, Peru, foram realizadas em cinco sedes diferentes em Lima. O Circuito BMX sediou as competições de BMX, enquanto a Pista de skateboarding sediou os eventos de BMX estilo livre. O Morro Solar recebeu as competições de mountain bike, com o Circuito San Miguel sendo responsável pelas competições de estrada. Finalmente, o velódromo recebeu as competições de ciclismo de pista.
As competições de BMX ocorreu de 7 a 11 de agosto (último dia dos jogos), enquanto os eventos de mountain bike foram realizados em 28 de julho. O ciclismo de estrada aconteceu de 7 a 10 de agosto. As competições de ciclismo de pista ocorreu de 1 a 4 de agosto.
Em 2016, o Comitê Olímpico Internacional (COI) implementou várias mudanças nos seus programas esportivos, que foram subsequentemente incorporadas para estes jogos. Entre as inclusões, houve a entrada dos eventos de BMX estilo livre pela primeira vez no programa esportivo dos Jogos Pan-Americanos. Além disso, houve a entrada do evento de Madison no ciclismo de pista para homens e mulheres.
Foram realizados 22 eventos: quatro no BMX, dois no mountain bike, quatro na estrada e doze no ciclismo de pista. Um total de 250 ciclistas irão se classificar para competir nos jogos.

## Calendário
| Julho/ Agosto | Julho/ Agosto | 24 | 25 | 26 | 27 | 28 | 29 | 30 | 31 | 1 | 2 | 3 | 4 | 5 | 6 | 7 | 8 | 9 | 10 | 11 |
| ------------- | ------------- | -- | -- | -- | -- | -- | -- | -- | -- | - | - | - | - | - | - | - | - | - | -- | -- |
| Ciclismo      | BMX           |    |    |    |    |    |    |    |    |   |   |   |   |   |   |   |   | 2 |    | 2  |
| Ciclismo      | Montanha      |    |    |    |    | 2  |    |    |    |   |   |   |   |   |   |   |   |   |    |    |
| Ciclismo      | Pista         |    |    |    |    |    |    |    |    | 3 | 2 | 2 | 5 |   |   |   |   |   |    |    |
| Ciclismo      | Estrada       |    |    |    |    |    |    |    |    |   |   |   |   |   |   | 2 |   |   | 2  |    |

|  | Dia de competição |  | Dia de final |

## Medalhistas

### BMX
| Corrida masculina detalhes      | Alfredo Campo ECU Equador         | Anderson Souza Filho BRA Brasil | Federico Villegas ARG Argentina  |  |  |  |
| Corrida feminina detalhes       | Mariana Pajón COL Colômbia        | Paola Reis BRA Brasil           | Stefany Hernández VEN Venezuela  |  |  |  |
|                                 |                                   |                                 |                                  |  |  |  |
| Estilo livre masculino detalhes | Daniel Dhers VEN Venezuela        | José Torres ARG Argentina       | Justin Dowell USA Estados Unidos |  |  |  |
| Estilo livre feminino detalhes  | Hannah Roberts USA Estados Unidos | Macarena Pérez CHI Chile        | Agustina Roth ARG Argentina      |  |  |  |

### Mountain bike
| Evento                           | Ouro                         | Prata                        | Bronze                      |
| -------------------------------- | ---------------------------- | ---------------------------- | --------------------------- |
| Cross-country masculino detalhes | Gerardo Ulloa MEX México     | Henrique Avancini BRA Brasil | Martin Kossman CHI Chile    |
| Cross-country feminino detalhes  | Daniela Campuzano MEX México | Sofia Gomez ARG Argentina    | Jaqueline Mourão BRA Brasil |

### Estrada
| Corrida em estrada masculina detalhes | Maximiliano Richeze ARG Argentina    | Ignacio Prado MEX México              | Bryan Gómez COL Colômbia              |  |  |  |
| Corrida em estrada feminina detalhes  | Arlenis Sierra CUB Cuba              | Teniel Campbell TTO Trinidad e Tobago | Lizbeth Salazar MEX México            |  |  |  |
|                                       |                                      |                                       |                                       |  |  |  |
| Contra o relógio masculino detalhes   | Daniel Felipe Martínez COL Colômbia  | Magno Nazaret BRA Brasil              | José Luis Rodríguez Aguilar CHI Chile |  |  |  |
| Contra o relógio feminino detalhes    | Chloé Dygert Owen USA Estados Unidos | Teniel Campbell TTO Trinidad e Tobago | Laurie Jussaume CAN Canadá            |  |  |  |

### Pista
| Perseguição por equipes masculino detalhes | John Croom Gavin Hoover Ashton Lambie Adrian Hegyvary USA Estados Unidos          | Marvin Angarita Bryan Gómez Jordan Parra Brayan Sánchez Juan Arango COL Colômbia | Antonio Cabrera Luis José Rodríguez Felipe Peñaloza Pablo Seisdedos CHI Chile |  |  |  |
| Perseguição por equipes feminino detalhes  | Lily Williams Christina Birch Kimberly Geist Chloé Dygert Owen USA Estados Unidos | Laurie Jussaume Maggie Coles-Lyster Miriam Brouwer Erin Attwell CAN Canadá       | Milena Salcedo Lina Rojas Jessica Parra Lina Hernández COL Colômbia           |  |  |  |
|                                            |                                                                                   |                                                                                  |                                                                               |  |  |  |
| Velocidade individual masculino detalhes   | Nicholas Paul TTO Trinidad e Tobago                                               | Kevin Quintero COL Colômbia                                                      | Hersony Canelón VEN Venezuela                                                 |  |  |  |
| Velocidade individual feminino detalhes    | Kelsey Mitchell CAN Canadá                                                        | Martha Bayona COL Colômbia                                                       | Daniela Gaxiola MEX México                                                    |  |  |  |
|                                            |                                                                                   |                                                                                  |                                                                               |  |  |  |
| Velocidade por equipes masculino detalhes  | Rubén Murillo Kevin Quintero Santiago Ramírez COL Colômbia                        | Manuel Resendez Juan Ruiz E Verdugo MEX México                                   | Francis Cachique Robinson Ruiz Ruben Salinas PER Peru                         |  |  |  |
| Velocidade por equipes feminino detalhes   | Daniela Gaxiola Jessica Salazar MEX México                                        | Kelsey Mitchell Ameila Walsh CAN Canadá                                          | Martha Bayona Juliana Gaviria COL Colômbia                                    |  |  |  |
|                                            |                                                                                   |                                                                                  |                                                                               |  |  |  |
| Keirin masculino detalhes                  | Kevin Quintero COL Colômbia                                                       | Hersony Canelón VEN Venezuela                                                    | Leandro Bottasso ARG Argentina                                                |  |  |  |
| Keirin feminino detalhes                   | Martha Bayona COL Colômbia                                                        | Lisandra Guerra CUB Cuba                                                         | Yuli Verdugo MEX México                                                       |  |  |  |
|                                            |                                                                                   |                                                                                  |                                                                               |  |  |  |
| Omnium masculino detalhes                  | Daniel Holloway USA Estados Unidos                                                | Ignacio Prado MEX México                                                         | Felipe Peñaloza CHI Chile                                                     |  |  |  |
| Omnium feminino detalhes                   | Jennifer Valente USA Estados Unidos                                               | Lizbeth Salazar MEX México                                                       | Arlenis Sierra CUB Cuba                                                       |  |  |  |
|                                            |                                                                                   |                                                                                  |                                                                               |  |  |  |
| Madison masculino detalhes                 | Antonio Cabrera Felipe Peñaloza CHI Chile                                         | Gavin Hoover Adrian Hegyvary USA Estados Unidos                                  | Brayan Sánchez Juan Arango COL Colômbia                                       |  |  |  |
| Madison feminino detalhes                  | Christina Birch Kimberly Geist USA Estados Unidos                                 | Maggie Coles-Lyster Miriam Brouwer CAN Canadá                                    | Lizbeth Salazar Jessica Bonilla MEX México                                    |  |  |  |

## Classificação
Um total de 250 ciclistas (143 homens e 107 mulheres) se classificaram para competir nos jogos. Foram 160 atletas classificados no ciclismo de pista/estrada, 34 no mountain bike e 56 no BMX. Vários eventos e rankings foram utilizados para determinar os classificados. Uma nação pode inscrever um máximo de 26 atletas, sendo quatro no mountain bike (2 homens e 2 mulheres), seis no BMX (três por gênero) e um total de 16 na estrada e na pista (10 homens e 6 mulheres).

## Quadro de medalhas
| Ordem | País                  | Medalha de ouro | Medalha de prata | Medalha de bronze |    |
| ----- | --------------------- | --------------- | ---------------- | ----------------- | -- |
| 1     | USA Estados Unidos    | 7               | 1                | 1                 | 9  |
| 2     | COL Colômbia          | 5               | 3                | 4                 | 12 |
| 3     | MEX México            | 3               | 4                | 4                 | 11 |
| 4     | CAN Canadá            | 1               | 3                | 1                 | 5  |
| 5     | ARG Argentina         | 1               | 2                | 3                 | 6  |
| 6     | TTO Trinidad e Tobago | 1               | 2                |                   | 3  |
| 7     | CHI Chile             | 1               | 1                | 4                 | 6  |
| 8     | VEN Venezuela         | 1               | 1                | 2                 | 4  |
| 9     | CUB Cuba              | 1               | 1                | 1                 | 3  |
| 10    | ECU Equador           | 1               |                  |                   | 1  |
| 11    | BRA Brasil            |                 | 4                | 1                 | 5  |
| 12    | PER Peru              |                 |                  | 1                 | 1  |
| TOTAL | TOTAL                 | 22              | 22               | 22                | 66 |